# Czech (Magdalenki)
Czech – opuszczona osada wsi Magdalenki w Polsce, położona w województwie łódzkim, w powiecie radomszczańskim, w gminie Żytno.
W latach 1975–1998 osada należała administracyjnie do województwa częstochowskiego.
6 lutego 1944 osadę otoczyły siły niemieckie. Wywiązała się walka z partyzantami znajdującymi się w osadzie. Po wycofaniu się partyzantów wieś została spacyfikowana. Około 30 mieszkańców hitlerowcy spalili żywcem w stodole Józefa Pietrasa.